# 엘 아모르 티에네 카라 데 무헤르 (1971년 텔레노벨라)
《엘 아모르 티에네 카라 데 무헤르》(스페인어: El amor tiene cara de mujer)은 1971년 방영된 멕시코의 텔레노벨라이다. 지난 1964년 아르헨티나의 텔레노벨라 《엘 아모르 티에네 카라 데 무헤르》을 원작으로 한 작품이다.